# آن‌ها هستند
آن‌ها هستند (به تامیلی: Dhaam Dhoom) فیلمی محصول سال ۲۰۰۸ و به کارگردانی جیوا است. در این فیلم بازیگرانی همچون جایارام، جایام راوی، کانگانا رانوت، رائی لاکشمی و آساواری جوشی ایفای نقش کرده‌اند.